# Australoechus punctatellus
Australoechus punctatellus är en tvåvingeart som först beskrevs av Mario Bezzi 1921.  Australoechus punctatellus ingår i släktet Australoechus och familjen svävflugor. Inga underarter finns listade i Catalogue of Life.